# هيمان باس
هيمان باس (بالإنجليزية: Hyman Bass)‏ هو عالم أمريكي في مجال رياضيات ولد في 5 أكتوبر 1932 في هيوستن، تكساس، حائز على جائزة قلادة العلوم الوطنية الأمريكية.

## وصلات خارجية
- الموقع الرسمي لجائزة قلادة العلوم الوطنية الأمريكية